# Tokyo Game Show
Il Tokyo Game Show (東京ゲームショウ?, Tōkyō Gēmu Shō), comunemente conosciuto come TGS, è una fiera di videogiochi che si tiene ogni anno nel Makuhari Messe, a Chiba, in Giappone. È presentato da Computer Entertainment Supplier's Association (CESA) e da Nikkei Business Publications, Inc. La fiera è utilizzata da molti sviluppatori di videogame giapponesi (ma anche internazionali) per mostrare i loro prossimi giochi e hardware. Come la Gamescom di Colonia, anche il Tokyo Game Show permette al pubblico di assistere alla convention negli ultimi due giorni.
L'edizione 2011 si è svolta durante un periodo di quattro giorni, dal 15 al 18 settembre 2011. L'edizione del 2012 si è svolta dal 20 al 23 settembre. L'edizione del 2013 si è svolta dal 19 al 22 settembre, quella del 2014 dal 18 al 21 settembre, mentre l'edizione del 2015 si è tenuta dal 17 al 20 settembre.

## Storia
La prima edizione del Tokyo Game Show si è tenuta nel 1996. Dalla sua prima edizione, l'evento si è tenuto due volte all'anno: una in primavera e una in autunno (nel Tokyo Big Sight), ma da quando nel 2002 si è svolto solo in autunno, ha mantenuto nelle edizioni successive l'ultimo assetto, con cadenza una volta l'anno.

### Area generale
La principale e più grande area della mostra ospita la maggior parte delle società di videogiochi come Capcom, Sony e Square Enix, così come i gruppi di società estere che sono ospitati in padiglioni, per esempio il Padiglione canadese di Pavilion.

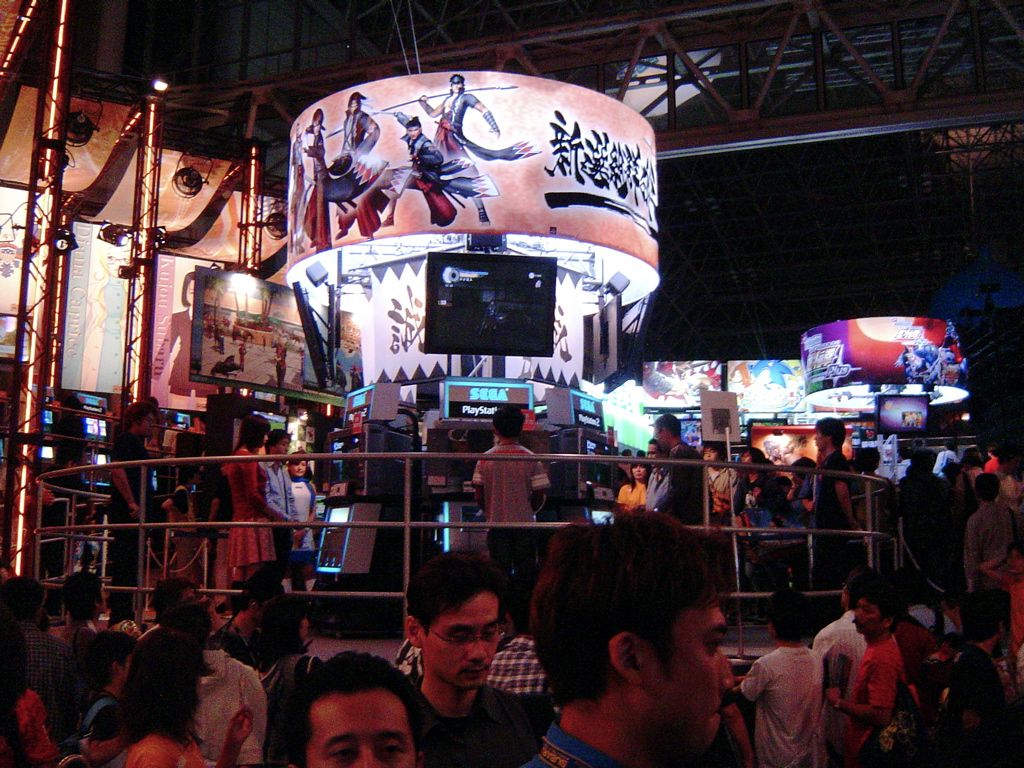
Stand SEGA al TGS 2004

### Advanced Mobile & PC Area
Ospita importanti aziende informatiche giapponesi che mettono in mostra i propri prodotti. Qui ci sono anche società di telefonia mobile giapponese.

### Area ragazzi
Un altro settore che viene utilizzato per presentare i nuovi giochi che si rivolgono ad un pubblico più giovane, come i bambini. Aziende come Taito e Sega sono ospitate qui.

### Game School

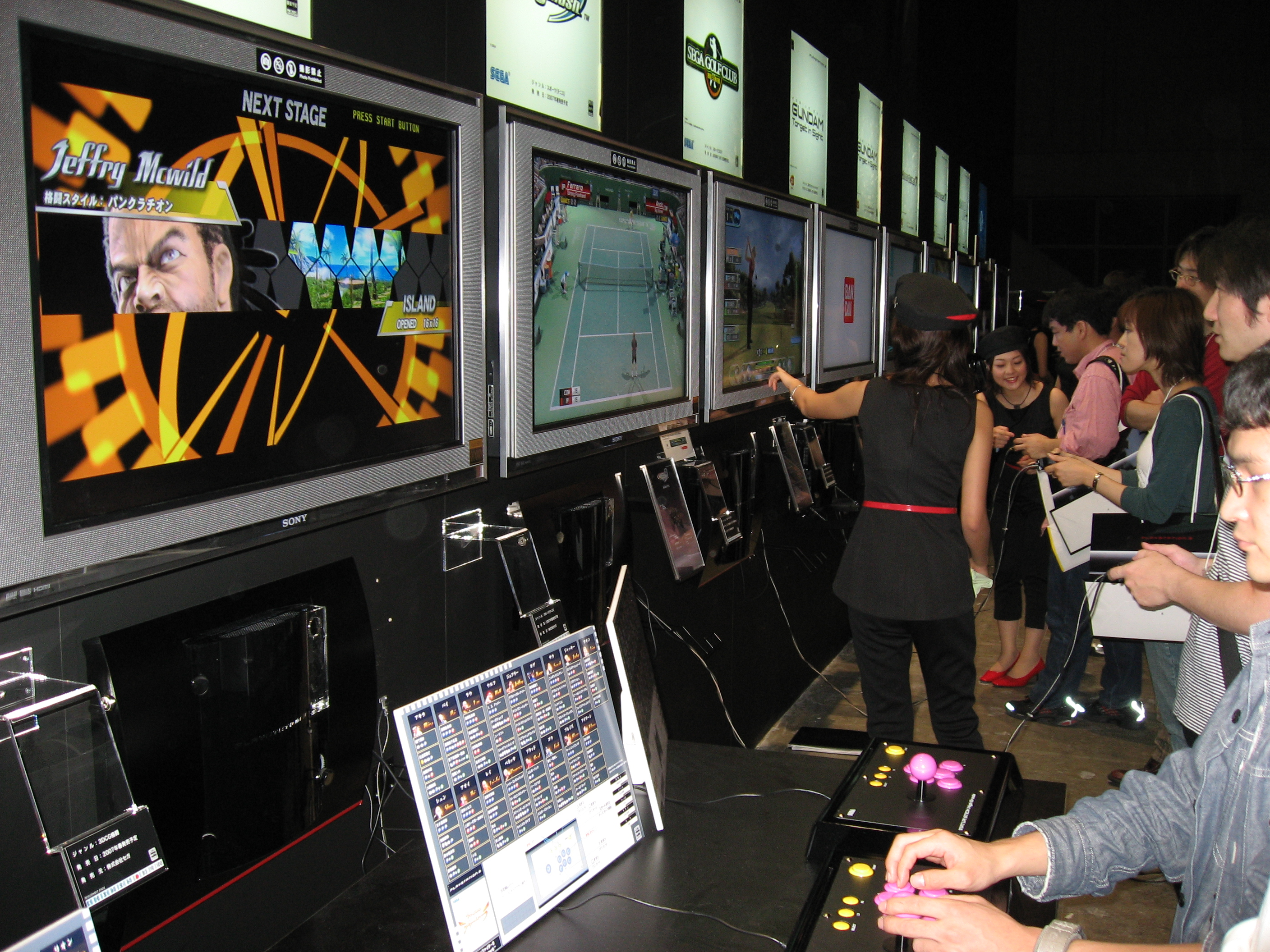
Videogiocatori alle prese con PlayStation 3 al TGS 2006

Questo settore si concentra sulle aziende e le università che offrono corsi di gioco agli studenti per educarli sulla creazione del gioco e del design. Ospita collegi come Numazu Professional College of Information Technology e il Tokyo Designer Gakuin College.

### Area commerciale
È l'area principale della Games Convention, dove la maggior parte delle vendite e delle transazioni commerciali tra imprese e consumatori sono effettuate.

### Business Solution Area
È la principale zona commerciale della Games Convention e non è aperto al pubblico.